# Кёгэн

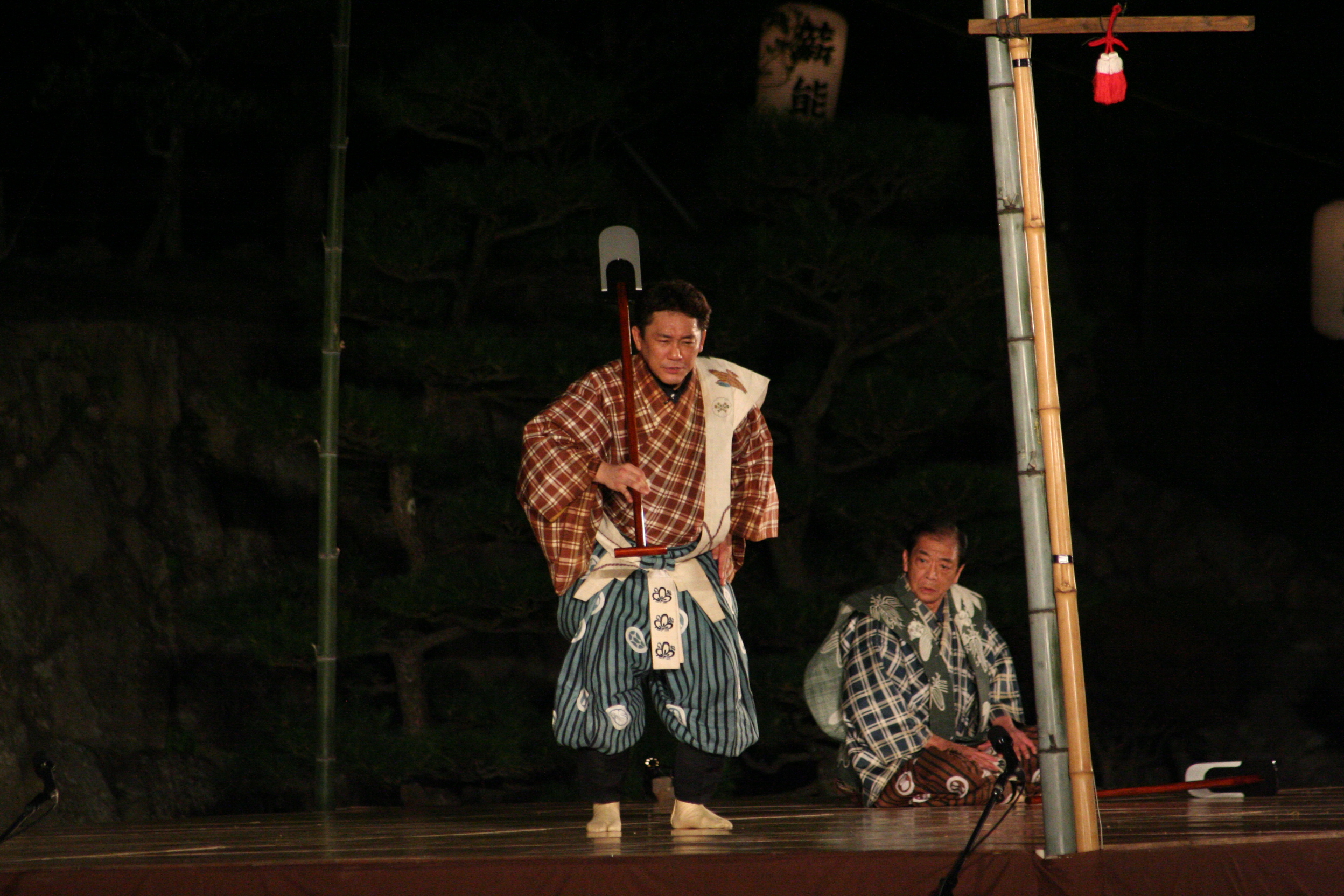
Фрагмент пьесы кёгэна

Кёгэн (яп. 狂言 кё:гэн) — один из видов традиционного театра Японии. Представляет собой народный комедийный драматический жанр, развившийся из комических элементов представлений саругаку и сложившийся к XIV веку. Первоначально кёгэн существовал как самостоятельный жанр, однако со временем его представления вошли в качестве интермедий в представления театра но.

## Пьесы кёгэна
Репертуар кёгэна состоит из пьес, созданных во время формирования жанра в XV—XVI веках. Их — около двухсот шестидесяти, при этом авторы большинства этих пьес неизвестны. Тексты пьес до конца XVI века не записывались и передавались устно от учителя к ученику, на сцене допускалась импровизация, а сам текст несколько раз меняли, приспосабливая к характеру исполнителя. В конце XVI века были записаны сюжеты произведений, а в конце XVII века появились тексты с примечаниями, касающимися постановки.
Весь репертуар кёгэна делится на несколько групп, в зависимости от основных персонажей, участвующих в постановке: пьесы о богах (ками-моно), пьесы о крупных феодалах (даймё-моно), пьесы о женщинах (онна-моно), пьесы о злых божествах (они-моно) и т. д.. Часть постановок посвящена мелким семейным неурядицам средневековых жителей: в них широко обыгрываются женское коварство и мужское непостоянство. Самую большую группу кёгэнов составляют пьесы Тарокадзя-моно о слуге по имени Таро.
Обычно пьесы кёгэна исполняют в промежутках между пьесами ёкёку в представлении театра но: в качестве интерлюдий они носят название нокёгэн («кёгэн из театра но») либо аикёгэн («промежуточный кёгэн»). После Второй мировой войны начался процесс обособления спектаклей кёгэна от но и в настоящее время они могут исполняться в отрыве от постановок но как самостоятельная программа.

## Элементы кёгэна
В отличие от исторических персонажей пьес но, персонажи кёгэна — простые горожане или жители сельской местности, не связанные с крупными событиями. Обычно в начале пьесы персонаж представляется зрителям: он сообщает о себе основные сведения, называет время и место действия. Актёры, исполняющие пьесу кёгэна, подразделяются на несколько групп: ситэ (тж. омо) — главный актёр, адо — второстепенный актёр, коадо — третьестепенный актёр, цурэ — четвёртый и томо — пятый. Двумя крупнейшими школами, обучающими актёрскому искусству кёгэнов, являются Окура и Идзуми. По словам немецкого японоведа Юргена Берндта, хотя жанры кёгэн и но тесно взаимосвязаны, «ни один актёр кёгэна не смог бы играть в пьесе но».
В кёгэнах существует три основных типа костюмов: костюм господина, костюм слуги и женский костюм, по форме представляющие собой японскую одежду конца XVI — начала XVII века. Также как и в но, но значительно реже, в них используются стандартные маски — старика, старухи, красивой и безобразной женщин, богов, демонов, животных и насекомых.